# Hans-Peter Hort
Hans-Peter Hort (* 26. Dezember 1924 in Basel; † 21. März 2010 ebenda) war ein Schweizer Grafiker, Illustrator und Bühnenbildner.

## Leben und Werk

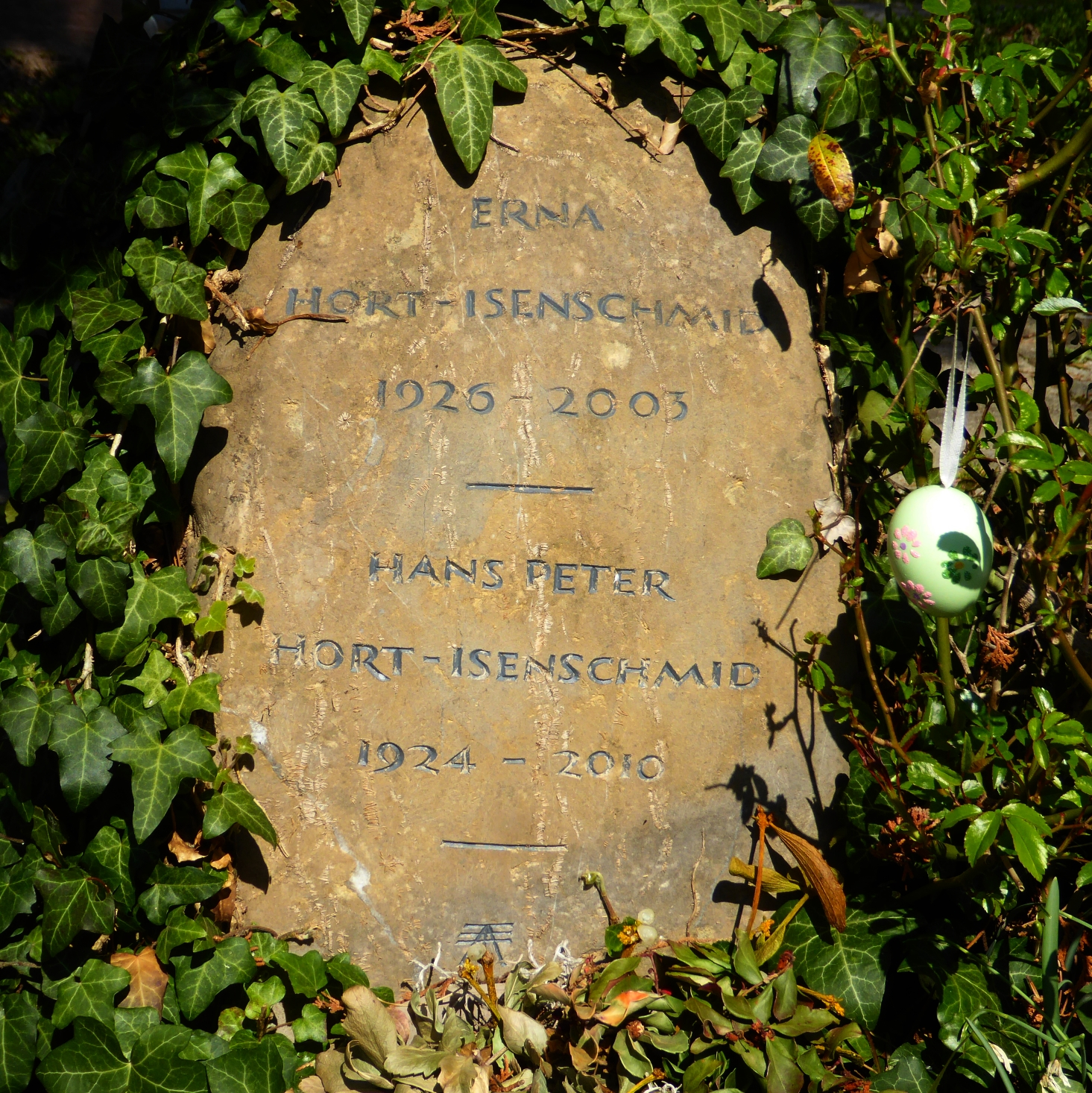
Grab auf dem Friedhof Sankt Margarethen (Nord)

Hans-Peter Hort betrieb an der Falknerstrasse in Basel eine Werbeagentur und schuf zahlreiche Plakate u. a. für die Mustermesse Basel, für das Sportmuseum Schweiz, für Bally und für Konsumgüter. 1960, 1965, 1966, 1969 und 1981 wurde ein Plakat von Hort als Schweizer Plakat des Jahres ausgezeichnet. Zudem illustrierte er Bücher und schuf für das Stadttheater Basel Bühnenbilder.
Hans-Peter Hort war mit Erna, geborene Isenschmid (1926–2003), verheiratet. Er fand seine letzte Ruhestätte auf dem Friedhof Sankt Margarethen in Binningen.